# Михаил Бодлев
Михаил Бодлев или Бодле (на гръцки: Μιχαήλ Ποτλής, Михаил Потлис) е гръцки учен и политик от български произход, професор по църковно право.

## Биография
Михаил Бодлев е роден в 1810 година във Виена, като родителите му са от Охрид. Братовчед е на Георги Бодлев. Установява се в Гърция и става юрист. По-късно е пръв професор по църковно право в Юридическия факултет на Атинския университет. Става депутат на Университета в 1860 година. Избран е за министър на правосъдието. Заедно с Георгиос А. Ралис публикува „Сбор на Божествените и Свещени канони“. В Атина се среща със съгражданина си Григор Пърличев, който пише за него:
| „ | Един ден изяви желание да ме познае Михаил Ποτλυς (Бодле, охридянин, отличен юрист и министър правосъдия). Он беше, против своя характер, много весел и е чудеше с моята апатия, ужасно и болезнено студена. Излишно е да разказвам все, что си говорихме. | “ |

Продължава да преподава до 1863 година, когато напуска Гърция заради изгонването на крал Отон I. Умира във Виена в 1863 година.